# Agulha de Buffon

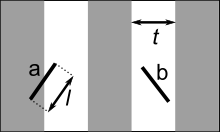
A agulha a caiu sobre duas tábuas; a agulha b caiu apenas sobre uma.

Na matemática, Agulha de Buffon é um método para estimar o número π, proposto no século XVIII pelo naturalista francês Georges de Buffon.

## O método
O método de Buffon é um método de Monte Carlo que consiste em deixar cair agulhas de comprimento l num pavimento formado por tábuas de largura t>l. A probabilidade de cada agulha cair sobre duas das tábuas é (2/π)(l/t). 

## Ligações Externas
- Agulha de Buffon